# Proceedings of the Boston Society of Natural History
Proceedings of the Boston Society of Natural History (abreviado Proc. Boston Soc. Nat. Hist.) fue una revista científica con ilustraciones y descripciones botánicas que fue editada en Boston. Se publicaron los números 1 al 42 en los años 1841-1942.